# Аридный климат

Регионы с аридным климатом

Ари́дный кли́мат (от лат. aridus «сухой») или климат пустынь (в классификации климатов Кёппена обозначается сочетанием латинских букв BWh, BWk и иногда BWn) — сухой климат с высокими температурами воздуха, испытывающими большие суточные колебания, и малым количеством атмосферных осадков (около 100—200 мм/год) или полным их отсутствием.

## Классификация
Обычно выделяют два или три подтипа аридного климата: климат жарких пустынь (BWh), климат холодных пустынь (BWk) и иногда мягкий климат пустынь (BWh/BWn). Для разграничения климата жарких и холодных пустынь обычно используется три изотермы: среднегодовой температуры воздуха в 18 °C, средней температуры самого холодного месяца, равной 0 °C или −3 °C. В случае если температура ниже указанных значений, то климат классифицируется как климат холодных пустынь («BWk»), если температура выше указанных значений, то как климат жарких пустынь (BWh).

## Климат жарких пустынь

Регионы с жарким вариантом аридного климата

Регионы с климатом жарких пустынь расположены, как правило, к югу от субтропического пояса и для них характерна малооблачная погода в течение всего года благодаря стабильным нисходящим потокам воздуха и устойчиво высокому атмосферному давлению. Эти регионы расположены между 30 градусами южной и 30 градусами северной широты, в так называемых «конских широтах».
Для регионов с жарким подтипом аридного климата характерна жаркая и экстремально жаркая погода в течение всего года с абсолютными максимумами температур 40—45 °C и более. В отдельные месяцы ночные температуры могут опускаться ниже 0 °C в связи с исключительными потерями тепла под безоблачным небом. Однако подобные ночные заморозки наблюдаются крайне редко.
Климат жарких пустынь характерен для Северной Африки (пустыня Сахара, Ливийская и Нубийская пустыни); пустынь Африканского Рога, Южной Африки (пустыни Намиб и Калахари), Среднего Востока (Аравийская пустыня, Сирийская пустыня, Деште-Лут), Южной Азии (пустыня Тар), Соединённых Штатов и Мексики (Мохаве, Сонора, Чиуауа), Австралии (Симпсон, Большая пустыня Виктория) и других регионов.
| Показатель                    | Янв. | Фев. | Март | Апр. | Май  | Июнь | Июль | Авг. | Сен. | Окт. | Нояб. | Дек. | Год  |
| ----------------------------- | ---- | ---- | ---- | ---- | ---- | ---- | ---- | ---- | ---- | ---- | ----- | ---- | ---- |
| Абсолютный максимум, °C       | 31,5 | 34,8 | 38,0 | 42,0 | 45,1 | 49,8 | 52   | 47,8 | 44,5 | 41,0 | 36,0  | 31,0 | 52   |
| Средний суточный максимум, °C | 20,1 | 23,0 | 27,6 | 34,0 | 39,6 | 42,7 | 43,4 | 43,2 | 41,3 | 35,1 | 27,6  | 22,0 | 33,1 |
| Средняя температура, °C       | 14,4 | 16,9 | 21,1 | 26,9 | 32,9 | 35,4 | 36,6 | 36,5 | 33,3 | 28,2 | 21,4  | 16,1 | 26,6 |
| Средний суточный минимум, °C  | 6,9  | 9,0  | 15,0 | 20,3 | 25,7 | 27,6 | 29,1 | 28,8 | 25,7 | 20,9 | 15,3  | 8,4  | 19,9 |
| Абсолютный минимум, °C        | −1   | 0,5  | 4,5  | 11,0 | 18,0 | 21   | 23,6 | 22,7 | 16,1 | 13,0 | 7,0   | 1,4  | −1   |
| Норма осадков, мм             | 12,3 | 5,8  | 30,2 | 23,3 | 6,2  | 0    | 0    | 0,3  | 0    | 2,3  | 7,4   | 11,2 | 99,0 |
| Источник: pme.gov.sa          |      |      |      |      |      |      |      |      |      |      |       |      |      |

## Климат холодных пустынь

Регионы с холодным вариантом аридного климата

Для холодных пустынь характерно жаркое (иногда экстремально жаркое) и засушливое лето. В отличие от регионов с жарким аридным климатом, для регионов с холодным вариантом аридного климата характерны холодные, иногда очень холодные зимы со средними температурами, опускающимися ниже 0 °C. Регионы с холодным климатом пустынь обычно располагаются в более высоких широтах по сравнению с регионами с жарким вариантом аридного климата.
Этот вариант аридного климата редко встречается за пределами Азии. Холодные пустыни, как правило, встречаются в регионах умеренного пояса, выпадению осадков в которых препятствуют горные цепи. Классическим примером региона с холодным аридным климатом является пустыня Гоби в Монголии. Для неё характерны жаркое лето и очень холодные зимы ввиду переноса холодных воздушных масс из Сибири и Центральной Азии.
К климату холодных пустынь относятся равнинные территории южного Казахстана, большей части Узбекистана и Туркменистана (все пустыни, как песчаные, такие как Каракумы, Кызылкум, так и глинистые, солончаковые, каменистые), Такла-Макан в Центральной Азии. Регион Ладакх в Индии и наиболее засушливые области Пустыни Большого Бассейна на западе США также являются вариантами климата BWk.
В арктических и антарктических регионах также выпадает очень мало осадков, однако они классифицируются как регионы с полярным климатом.
| Показатель                    | Янв.  | Фев.  | Март  | Апр.  | Май  | Июнь | Июль | Авг. | Сен. | Окт.  | Нояб. | Дек.  | Год   |
| ----------------------------- | ----- | ----- | ----- | ----- | ---- | ---- | ---- | ---- | ---- | ----- | ----- | ----- | ----- |
| Абсолютный максимум, °C       | 10,5  | 13,0  | 24,9  | 34,0  | 37,1 | 39,9 | 40,0 | 40,3 | 34,6 | 27,6  | 19,4  | 9,9   | 40,3  |
| Средний суточный максимум, °C | −11   | −6    | 4,8   | 14,4  | 23,0 | 27,8 | 29,8 | 27,7 | 21,4 | 13,0  | 1,4   | −8,6  | 11,5  |
| Средняя температура, °C       | −18,5 | −14,5 | −4,5  | 5,9   | 14,4 | 20,2 | 22,8 | 20,8 | 13,5 | 4,4   | −6,6  | −15,9 | 3,5   |
| Средний суточный минимум, °C  | −24,7 | −21,8 | −11,9 | −2    | 6,8  | 12,4 | 16,2 | 14,3 | 6,7  | −2,3  | −12,7 | −21,8 | −3,4  |
| Абсолютный минимум, °C        | −39,3 | −42,3 | −28,4 | −18,6 | −9   | −6,5 | 7,2  | 0,9  | −5,6 | −17,5 | −30,5 | −39,9 | −42,3 |
| Норма осадков, мм             | 1,9   | 1,3   | 1,6   | 3,8   | 7,1  | 14,9 | 28,5 | 29,1 | 14,0 | 5,8   | 1,9   | 1,1   | 111   |
| Источник: NOAA (1961-1990)    |       |       |       |       |      |      |      |      |      |       |       |       |       |

## Мягкий вариант аридного климата

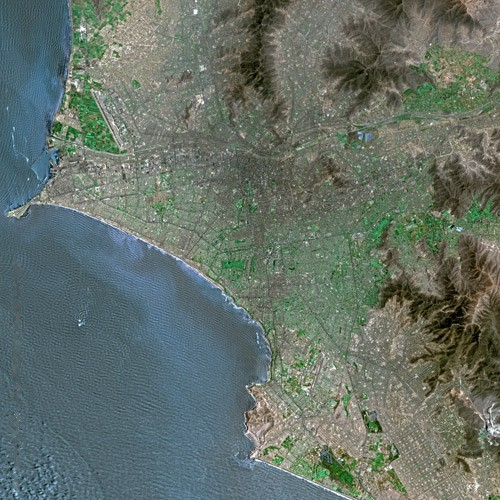
Лима — столица Перу

Мягкий вариант аридного климата (BWh or BWn), как правило, характерен для западных побережий континентов в пределах тропического (или близкого к нему) пояса или высокогорных областей в районах, для которых типичен климат жарких пустынь. В Южной Америке мягкий вариант климата пустынь характерен для отдельных областей пустыни Атакама, особенно вдоль центрального и южного побережья Перу. В частности, такой вариант климата пустынь характерен для Лимы, столицы Перу. В Северной Америке такой вариант аридного климата характерен для полуострова Калифорния. В Африке ему соответствуют отдельные районы пустыни Намиб. На Аравийском полуострове мягкий вариант аридного климата характерен для отдельных районов Йемена.
Для регионов с мягким аридным климатом характерны более умеренные температуры по сравнению с другими областями, расположенными в тех же широтах (обычно вследствие близости холодных течений) и частые туманы и низкая облачность (для прибрежных пустынь), несмотря на крайне малое количество выпадающих осадков.
| Показатель                                      | Янв. | Фев. | Март | Апр. | Май  | Июнь | Июль | Авг. | Сен. | Окт. | Нояб. | Дек. | Год  |
| ----------------------------------------------- | ---- | ---- | ---- | ---- | ---- | ---- | ---- | ---- | ---- | ---- | ----- | ---- | ---- |
| Абсолютный максимум, °C                         | 32,7 | 32,6 | 33,3 | 31,5 | 30   | 30   | 28,3 | 25,4 | 28   | 24,8 | 27,6  | 30,4 | 33,3 |
| Средний суточный максимум, °C                   | 26,3 | 27,3 | 26,8 | 24,6 | 22,1 | 20,1 | 19,4 | 19   | 19,5 | 20,5 | 22,2  | 24,5 | 22,7 |
| Средняя температура, °C                         | 22,6 | 23,3 | 22,8 | 20,9 | 18,9 | 17,7 | 17,1 | 16,7 | 16,9 | 17,6 | 18,9  | 21   | 19,5 |
| Средний суточный минимум, °C                    | 20,2 | 20,8 | 20,3 | 18,6 | 17   | 16,2 | 15,7 | 15,4 | 15,4 | 15,9 | 17,1  | 18,8 | 17,6 |
| Абсолютный минимум, °C                          | 15   | 15   | 14   | 11,1 | 11,1 | 10   | 8,9  | 10   | 12,5 | 11,1 | 11,1  | 12   | 8,9  |
| Норма осадков, мм                               | 0,3  | 0,6  | 0,8  | 1    | 0,3  | 0,8  | 0,7  | 1    | 0,8  | 0,3  | 0,2   | 0,4  | 8    |
| Температура воды, °C                            | 20   | 21   | 21   | 19   | 19   | 17   | 16   | 16   | 16   | 17   | 18    | 19   | 18   |
| Источник: Погода и Климат, Туристический портал |      |      |      |      |      |      |      |      |      |      |       |      |      |